# Восточное муниципальное образование (Саратовская область)
Восточное муниципальное образование — сельское поселение в Дергачёвском районе Саратовской области Российской Федерации.
Административный центр — посёлок Восточный.

## География
Граничит с Новоузенским,Озинским районом. Октябрьским и Демьяским МО, а также по территории Восточного МО проходит государственная граница с республикой Казахстан.

## История
Статус и границы сельского поселения установлены Законом Саратовской области от 27 декабря 2004 года № 87-ЗСО «О муниципальных образованиях, входящих в состав Дергачёвского муниципального района».
В 2016 году упразднён посёлок Хорольский

## Население
| 2010 | 2011 | 2012 | 2013 | 2014 | 2015 | 2016 |
| ---- | ---- | ---- | ---- | ---- | ---- | ---- |
| 475  | ↘474 | ↘459 | ↘420 | ↘391 | ↘364 | ↘342 |
| 2017 | 2018 | 2019 | 2020 | 2021 |      |      |
| ↘321 | ↘284 | ↘245 | ↘228 | ↗282 |      |      |

## Состав сельского поселения
| № | Населённый пункт | Тип населённого пункта          | Население |
| - | ---------------- | ------------------------------- | --------- |
| 1 | Восточный        | посёлок, административный центр | ↘446      |
| 2 | Цементный        | посёлок                         | 29        |

## Культура
Работает школа, дом культуры, ФАП.